# Nationalisme acholi
Le nationalisme acholi est une idéologie politique qui cherche l'autodétermination du peuple acholi,,,.